# Mary Hallock-Greenewalt
Mary Elizabeth Hallock-Greenewalt (8 de setembre de 1871 – 27 de novembre de 1950) va ser una inventora i pianista que va actuar amb l'Orquestra de Filadèlfia i l'Orquestra Simfònica de Pittsburgh com a solista. És coneguda per haver inventat una mena de música visual anomenat Nourathar. Thomas Eakins la va retratar el 1903, que s'exposa a la Col·lecció Roland P. Murdock i s'exposa al Wichita Museu d'Art.

## Biografia
Greenewalt va néixer el 1871 a Beirut, que llavors formava part de Síria, de Samuel Hallock i Sara Tabet. Després que la mare comencés a mostrar símptomes de malaltia mental, la nena d'onze anys i la mare van ser enviades a viure amb amics i parents als Estats Units, per això Greenewalt va passar la seva joventut als afores de Filadèlfia. Greenewalt va estudiar piano al Conservatori de Música de Filadèlfia i després amb Theodor Leschetizky a Viena. Després del seu retorn a Filadèlfia es va casar amb Frank L. Greenewalt, un físic. Van tenir un fill, Crawford Hallock Greenewalt, un enginyer químic que es va casar Margaret Lammot DuPont i va acabar la carrera com a president de l'empresa química Dupont. En els seus últims anys Greenewalt va viure a Wilmington a l'estat de Delaware. Va morir a Filadèlfia als 79 anys.

## Invencions

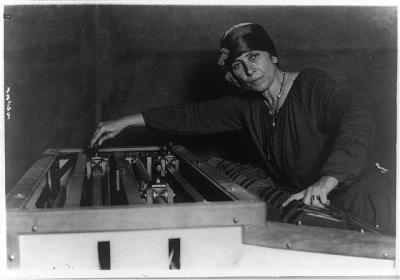
Hallock Greenewalt, amb l'òrgan de color de llum elèctrica que va inventar.

El nom del seu art, Nourathar, va ser adaptat de les paraules àrabs per designar lleuger (nour), i essència (athar). A diferència d'inventors més primerencs de música en colors com el pintor A. Wallace Rimington, Hallock-Greenewalt no va fer una definició estricta de correspondència entre colors específics i notes particulars, sinó que va argumentar que aquestes relacions eren inevitablement variables i reflectien el temperament i l'habilitat de l'intèrpret. En els seus primers intents de crear aquest art va fer una màquina automatitzada que sincronitzava les llums de colors amb les gravacions. El resultat no li va agradar, i va continuar cercant per a desenvolupar un instrument que es pogués tocar en viu.
El seu òrgan de color, que va anomenar «sarabet» en homenatge a la seva mare, la va obligar a crear diverses noves tecnologies. Va rebre nou patents de l'oficina de patents dels Estats Units. Entre aquests dispositius hi ha una varietat no lineal de reòstat, una patent de 1921 que va ser fabricada per General Elèctric i la filial George Cutter Works de Westinghouse Electric. Contínuament va millorar el Sarabet entre 1916 i 1934. El 1946 va publicar un llibre sobre l'art de la seva invenció anomenat Nourathar: The Fine Art of Light-Color Playing (‘Nourathar: les belles arts de jugar amb la llum i el color’).
Michael Betancourt escriu que Hallock-Greenewalt també va fer les primeres pel·lícules pintades a mà. No obstant això, no eren pel·lícules cinematogràfiques sinó films produïts específicament per ser reproduïts per la primera versió del sarabet, una màquina per a l'acompanyament automàtic d'enregistraments. Aquesta màquina era fet de manera que un sol espectador mirava des del cim de l'aparell el film mateix, s'assemblava al cinetoscopi d'Edison. Aquest dispositiu era un primitiu visualitzador musical del tipus dels que s'inclouen en alguns reproductors d'àudio. Tot i que no van ser pel·lícules per porjectar com pel·lícules, van ser films produïts amb plantilles i aerosols, que donaven com a resultat patrons geomètrics repetitius de la mateixa manera que les pel·lícules pintades a mà de Len Lye dels anys trenta.
Per altra banda, Columbia Records va publicar la seva actuació sobre els "Preludis en E Menor, C menor, A Major" i "Nocturn en G Major" el març del 1920 (A6136).